# Monte Maglić
El Maglić o Magli es un monte de 2386 m s. n. m., que constituye el pico más alto de Bosnia y Herzegovina. Se localiza en el Parque nacional Sutjeska, justo en la frontera de Bosnia y Herzegovina con Montenegro.
La cima más alta montaña es una gran Reel (2396 m) en Montenegro, mientras que la parte Bosnia la más alta de la montaña del pico Maglic es de 2386 m sobre el nivel del mar. Según otras fuentes, la cima más alta de la montaña es Maglic con 2386 m. Se presenta un ascenso difícil, incluso para los excursionistas con experiencia.
La montaña está limitada por el río Sutjeska en el oeste, el Monte Volujak en el suroeste, el río Drina y Pivom en el noreste y sureste de la montaña Bioč.
El Maglić está formado por piedra caliza del Mesozoico, diabasas y malafira. Está cubierto con bosques de hayas y coníferas. El límite superior del bosque es de aproximadamente 1600 m, por encima de la altitud de la meseta con pastos y las numerosas crestas y alturas. Las más conocidas son la meseta Vucevo (con el pico Crni Vrh) Rujevac, Snježnica, Prijevor Mratinjska y Montenegro. El Maglic, el Perućica, el mayor bosque virgen en Europa, y los canales con el gran lago Cirque Urdeni Trnovačko a 1517 m, las montañas del zócalo y todas las pendientes son ricas en agua, con numerosas fuentes.